# Каракия (Туркестанская область)
Каракия (каз. Қарақия) — село в Толебийском районе Туркестанской области Казахстана. Входит в состав Зертасского сельского округа. Код КАТО — 515843300.

## Население
В 1999 году население села составляло 191 человек (90 мужчин и 101 женщина). По данным переписи 2009 года, в селе проживало 305 человек (146 мужчин и 159 женщин).